# 东胜街道
东胜街道，是中华人民共和国浙江省宁波市鄞州区下辖的一个乡镇级行政单位。因东胜路而得名:240。

## 历史
唐朝时属鄮县万龄乡，宋、元、明时属鄞县万龄老界乡，清朝时属老界乡赤城里甬东隅，民国初期属鄞县城区，1927年属宁波市第四区，1931年属鄞县，1935年属鄞县江东镇，1949年属江东区，1956年2月撤销江东区，设立东胜街道，1958年9月撤销改设江东街道办事处，1960年4月成立江东人民公社东胜分社，1970年改为东胜街道革命委员会，1978年7月改为东胜街道，1982年1月东郊乡惊驾居委会、东郊居委会、戎家居委会划入东胜街道，1984年5月以惊驾路为界以北区块设立铁锚街道，1997年1月泥堰居委会、戎家居委会划归东胜街道:240:51、87，2016年9月划归鄞州区管辖。

## 行政区划
东胜街道下辖以下地区：
王家社区、曙光社区、史家社区、庆安社区、大河社区、戎家社区、泰和社区、张斌社区和樱花社区。